# Kulle

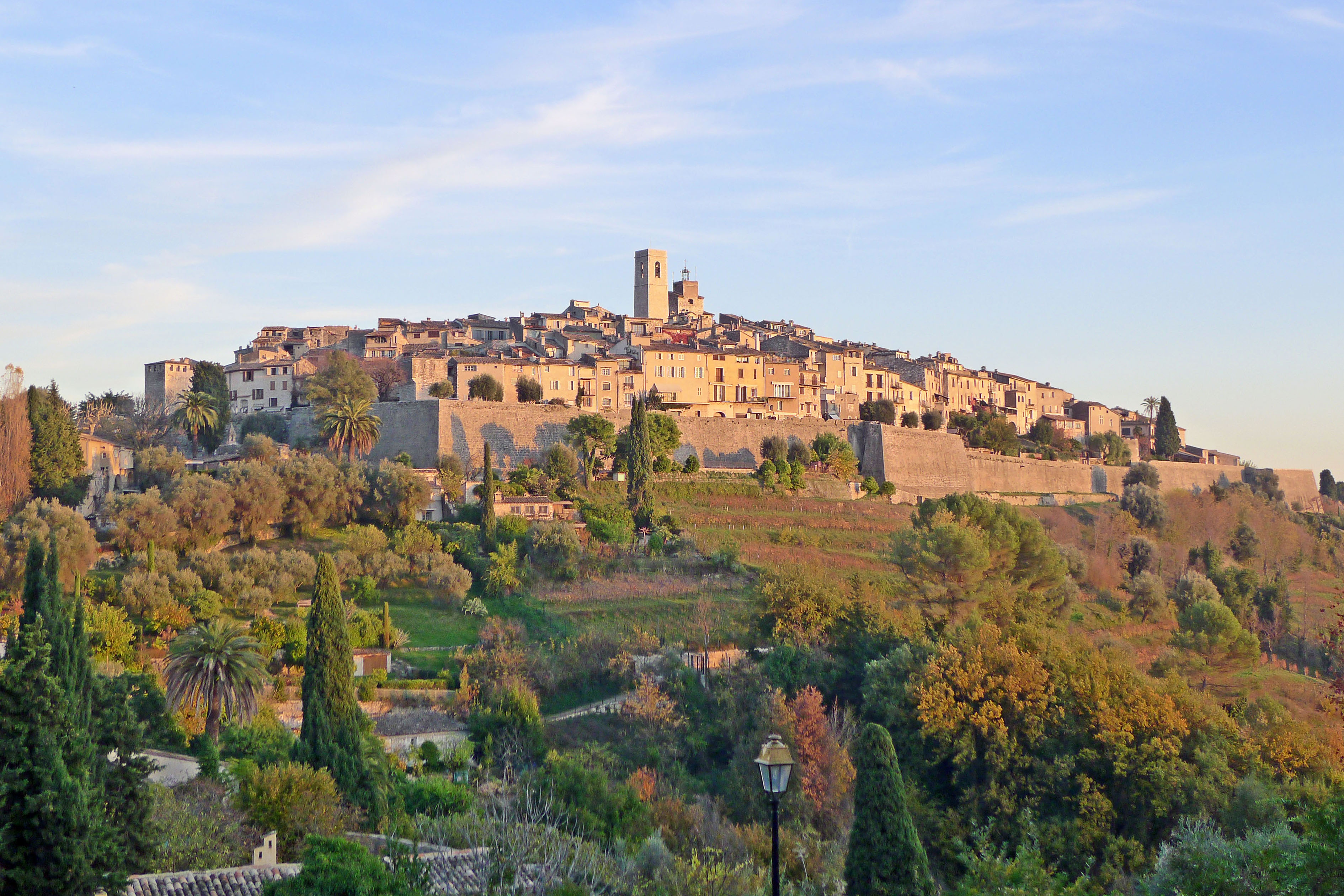
Kulle på vilken byn Saint-Paul-de-Vence är byggd, i södra Frankrike

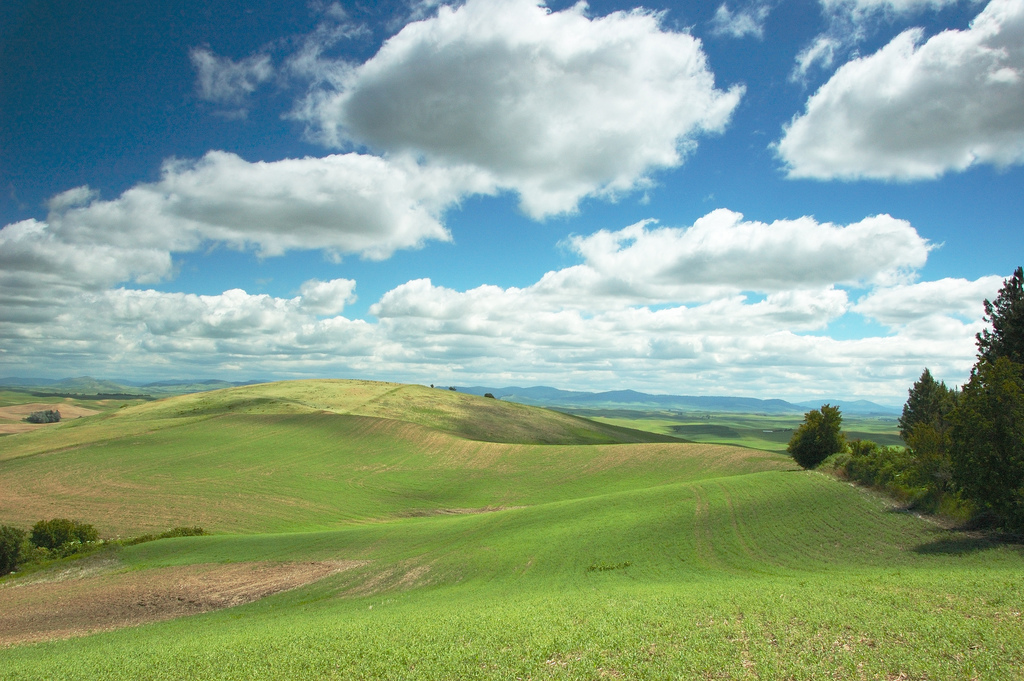
Kullar vid Steptoe, Washington

En kulle är en rundad upphöjning i landskapet, vanligtvis av ganska begränsad höjd.
Kullar har oftast mjuka former, men om de är branta och bergiga kallas de ofta för bergknallar.
Skillnaden mellan en kulle och ett berg är oklar och till stor del subjektiv, men en kulle anses allmänt inte vara lika hög eller brant som ett berg.